# Lagis koreni
Lagis koreni är en ringmaskart som beskrevs av Anders Johan Malmgren 1866. I den svenska databasen Dyntaxa används istället namnet Pectinaria koreni. Enligt Catalogue of Life ingår Lagis koreni i släktet Lagis och familjen Pectinariidae, men enligt Dyntaxa är tillhörigheten istället släktet Pectinaria och familjen Pectinariidae. Arten är reproducerande i Sverige. Utöver nominatformen finns också underarten L. k. cirrata.

## Bildgalleri

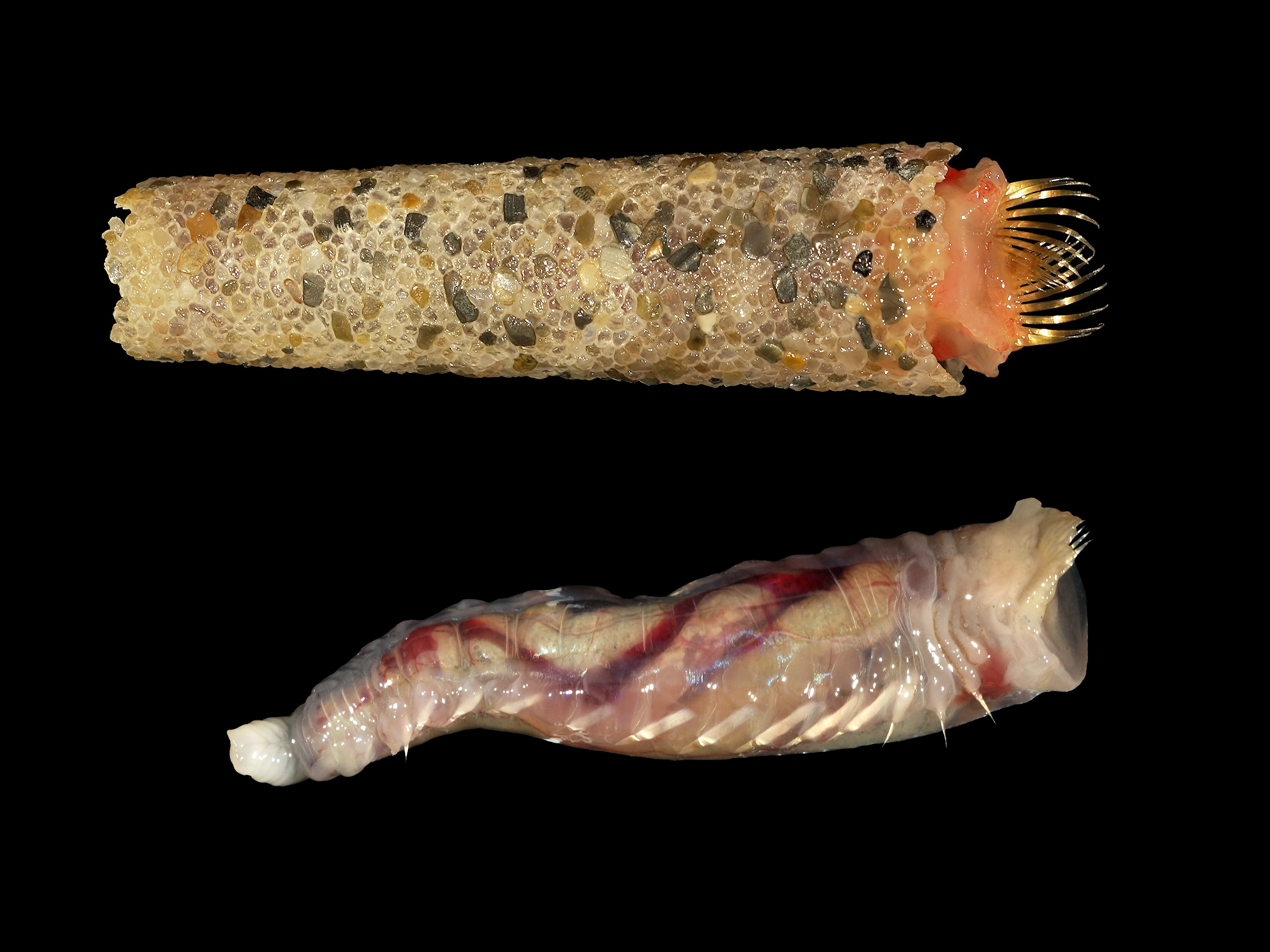